# Raúl Biord Castillo
Raúl Biord Castillo, S.D.B. (Caracas, 23 de outubro de 1962) é um prelado venezuelano da Igreja Católica, atual arcebispo da Arquidiocese de Caracas.

## Biografia
Nasceu em Caracas em 23 de outubro de 1962. Filho de Horacio Enrique Biord Rodríguez e Ana Dolores Castillo Lara de Biord. Seus pais moravam em San Antonio de Los Altos, cidade onde ele foi batizado e cresceu durante seus primeiros anos. É sobrinho do cardeal Rosalio José Castillo Lara e sobrinho-neto do monsenhor Lucas Guillermo Castillo Hernández.

### Estudos e performance
Seus estudos primários foram realizados no colégio Mater Dei (San Antonio de los Altos) e Domingo Savio (Los Teques), ingressou no seminário salesiano Santa María (Los Teques) para se formar religioso segundo a espiritualidade de Dom Bosco. . Em 1979 obteve o diploma de bacharel em Ciências. Em 7 de setembro de 1980 fez a primeira profissão religiosa em San Antonio de los Altos. No dia 8 de setembro de 1987 fez a profissão perpétua em Roma, na congregação salesiana da Basílica do Sagrado Coração. Seus estudos básicos de filosofia e teologia foram realizados na Pontifícia Universidade Salesiana, nas sedes de Los Teques e Roma, respectivamente.
Na Pontifícia Universidade Gregoriana de Roma, obteve a licenciatura em Filosofia (1990) e Teologia Fundamental (1996) e o doutoramento em Teologia Sagrada (1997).
Foi Professor e Reitor do Instituto Universitário Salesiano Padre Ojeda (IUSPO) de Los Teques, Professor do Instituto de Teologia para os Religiosos (ITER) de Caracas, Professor dos Seminários Diocesanos de Caracas, Maturín e Manaus (Brasil), Cooperador Vigário na paróquia “San Juan Bosco” de Los Teques, membro do Conselho Presbiteral (Los Teques), Diretor de Juventude e Trabalho, Associação Civil para a Formação Laboral (CECAL), Vigário Inspetorial da Sociedade Salesiana de San Juan Bosco na Venezuela (2004-2014), Secretário da Comissão Teológica Pastoral do Conselho Plenário da Venezuela (2000-2005).
Pregou exercícios espirituais ao clero das dioceses de Barquisimeto, Cabimas, Caracas, El Vigía, La Guaira, Los Teques, Ordinariato Militar, San Carlos de Cojedes, Valência. Em Porto Rico, às dioceses de Caguas, Ponce e Humacao Fajardo. Além dos Salesianos da Venezuela (Bejuma), Peru (Chosica) e Colômbia (Medellín).
Palestrante em conferências como o IV CAM (Congresso Missionário Americano) e facilitador de workshops no Instituto Pastoral do CEV (INPAS), e em instituições como AVEC, IUSPO, ITER, CONVER, OMP, COSERFOVEN, e em diversas dioceses de Venezuela como Barinas, Barquisimeto, Calabozo, Caracas, Carora, Carúpano, Ciudad Bolívar, Cumaná, Guarenas, Los Teques, Maracaibo, Maracay, Maturín, Mérida, Puerto Cabello, Trujillo e Valle la Pascua.
Proferiu palestras em universidades como UCAB e UCV (Caracas), UNICA (Maracaibo), Pontifícia Universidade Salesiana (Roma), Pontifícia Universidade Urbaniana (Roma), CELAM (Bogotá) e Pontifícia Universidade Católica do Peru. Em 30 de novembro de 2013, foi nomeado bispo da Diocese de La Guaira pelo Papa Francisco.
Foi ordenado Bispo em 8 de fevereiro de 2014, por Dom Baltazar Enrique Porras Cardozo, Arcebispo de Mérida, e os concelebrantes presentes foram o Cardeal Jorge Liberato Urosa Savino, Arcebispo de Caracas e Dom Diego Rafael Padrón Sánchez, Arcebispo de Cumaná.
Dentro da Conferência Episcopal Venezuelana é membro da Comissão Permanente desde 2015, Presidente da Comissão Episcopal de Circunscrições Eclesiásticas (2023-2025), membro do Instituto Pastoral Nacional (INPAS) e do Conselho Consultivo Pastoral Nacional. Foi Presidente da Comissão Episcopal para Doutrina e Ecumenismo (2015-2018), Segundo Vice-Presidente e Secretário Geral da mesma Conferência Episcopal (2018-2023) e Delegado no CELAM (2022-2023).

### Títulos conquistados
- Bacalaureatum em Filosofia pela Pontifícia Universidade Salesiana de Roma em 1983.
- Bacalaureatum em Teologia pela Universidade Pontifícia Salesiana de Roma em 1988.
- Formou-se em Filosofia pela Pontifícia Universidade Gregoriana de Roma em 1990.
- Pós-graduação em Filosofia pela Universidade Simón Bolívar de Caracas em 1994.
- Formou-se em Teologia Fundamental pela Pontifícia Universidade Gregoriana de Roma em 1996.
- Doutor em Teologia pela Pontifícia Universidade Gregoriana de Roma em 1997.

### Salesiano e sacerdote
Em 1980 fez a primeira profissão religiosa e em 1987 emitiu os votos perpétuos. Seu tio materno o ordenou diácono em 26 de junho de 1988 em Roma e sacerdote em 15 de julho de 1989 em San Antonio de los Altos, na igreja paroquial de San Antonio de Pádua, onde também foi batizado em 8 de dezembro de 1962.

### Responsabilidades
- Vigário paroquial em Los Teques, bairro El Vigía (1991-1995).
- Vigário paroquial em Los Teques, bairro Pan de Azúcar (1997-1999).
- Reitor do Santuário Maria Auxiliadora de Güiripa (2008-2013).
- Professor de teologia e filosofia no IUSPO , ITER , UCAB , CER e nos seminários Santa Rosa de Lima em Caracas , San José de El Hatillo em Caracas , San Pablo Apóstol de Maturín , San Pedro Apóstol de La Guaira .
- Professor convidado do Centro de Estudos do Comportamento Humano do Homem do Norte em Manaus de 1991 a 1993.
- Vice-diretor do ISSFE em Los Teques de 1990 a 1995.
- Vice-diretor do IUSPO em Los Teques de 1996 a 1997.
- Diretor do IUSPO em Los Teques e Coordenador do Núcleo Los Teques da UCAB de 1997 a 2013.
- Secretário da comissão teológico-pastoral do Conselho Plenário da Venezuela de 2000 a 2005.
- Assessor da Comissão de Doutrina Episcopal da Conferência Episcopal Venezuelana, de 2003 a 2009 .
- Membro do Conselho de Administração e do Conselho Consultivo da Associação de Educação Católica ( AVEC ), de 1998 a 2007.
- Diretor Nacional de Juventude e Trabalho, associação civil de formação profissional, de 2003 a 2008.
- Vigário Inspetorial da Inspetoria Salesiana de São Lucas, na Venezuela, de 2004 a 2013.
- Membro do 26º Capítulo Geral dos Salesianos de Dom Bosco em Roma 2008.
- Delegado Inspetorial da Formação , de 2005 a 2013.
- Responsável pela Escola Conjunta de Formação SDB-Laicos de 2009 a 2013.

## Bispo

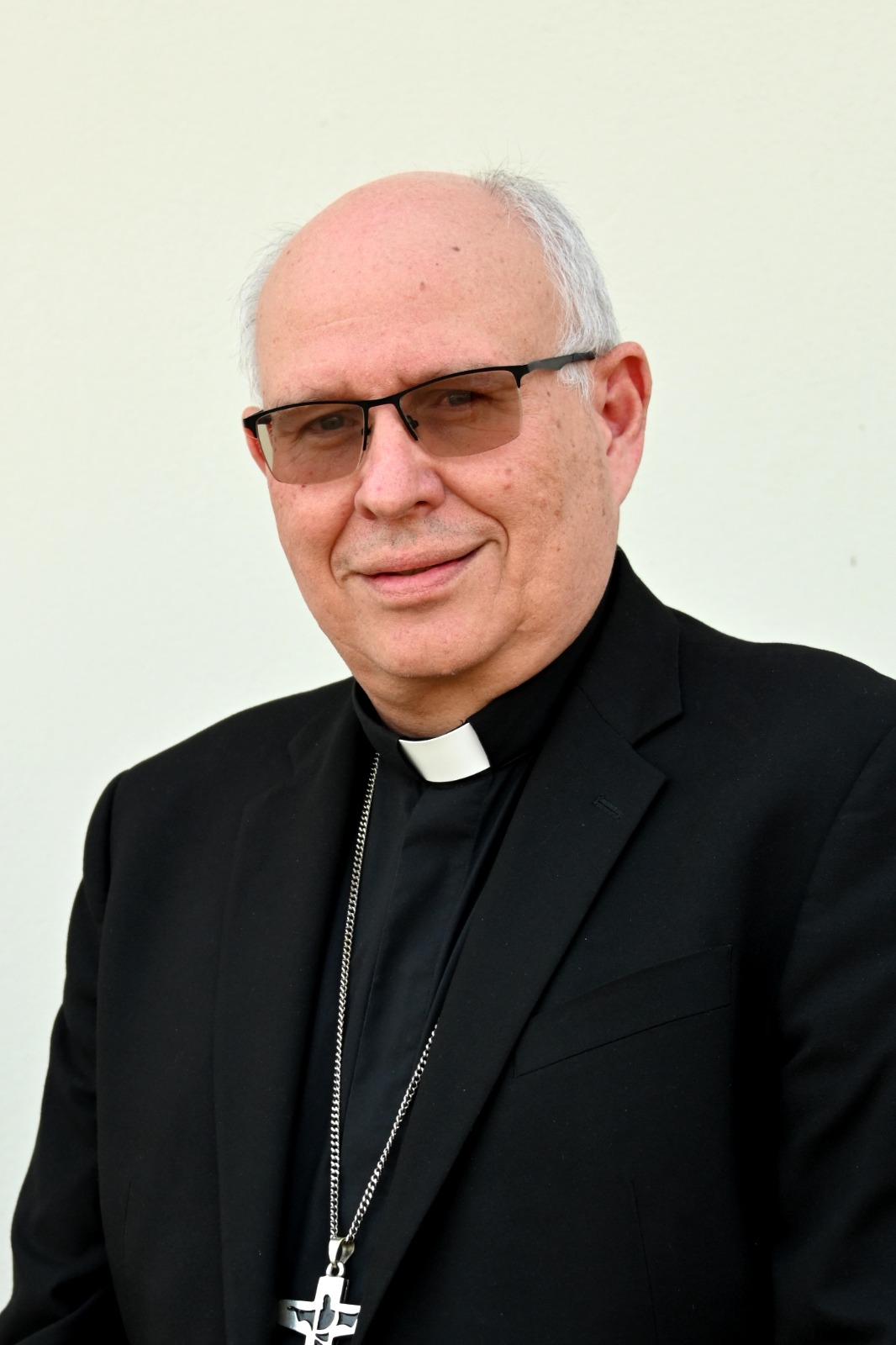
Raúl Biord Castillo

### Compromisso
Em 30 de novembro de 2013, o Papa Francisco o nomeou 4º bispo da Diocese de La Guaira.

### Consagração episcopal
Foi Ordenado Bispo em 8 de fevereiro de 2014, por Mons. Baltazar Enrique Porras Cardozo , no centro esportivo “José María Vargas” de La Guaira . Os concelebrantes presentes foram o Cardeal Jorge Liberato Urosa Savino , Arcebispo de Caracas e Dom Diego Rafael Padrón Sánchez , Arcebispo de Cumaná.

### Tomada de posse canônica
Toma posse de sua Diocese no mesmo dia de sua ordenação episcopal.

### Arcebispo de Caracas
Em 28 de junho de 2024, foi nomeado pelo Papa Francisco, como Arcebispo de Caracas 